# Klinikum Chemnitz

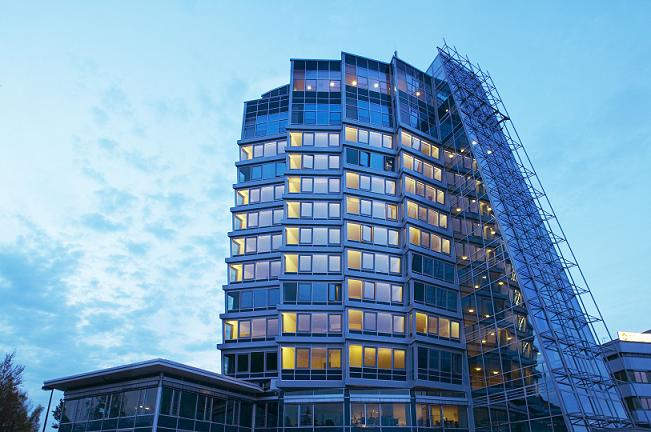
Anbau am Klinikum Chemnitz in der Dämmerung

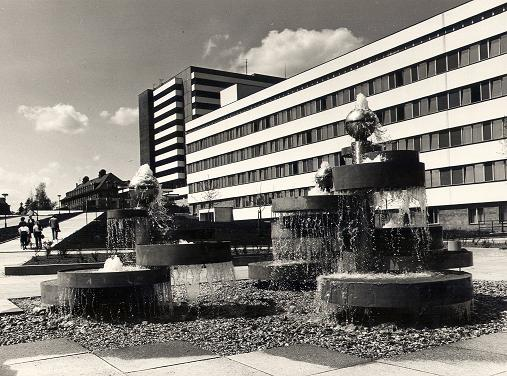
Klinikum Chemnitz, Neubau Flemmingstraße, ca. 1985

Die Klinikum Chemnitz gGmbH ist ein Krankenhaus der Maximalversorgung in Chemnitz. Es ist das größte kommunale Krankenhaus in Ostdeutschland und Akademisches Lehrkrankenhaus der Universitäten von Leipzig, Dresden und Prag. Das Klinikum Chemnitz und die Dresdner Hochschulmedizin starteten mit Beginn des Wintersemesters 2020/21 den Modellstudiengang Humanmedizin mit dem Namen MEDiC (Medizin in Chemnitz).

## Beschreibung
Das gemeinnützige Unternehmen verfügt über 1785 Betten und 100 tagesklinische Plätze an drei Standorten in Chemnitz. Im Jahr 2024 wurden insgesamt ca. 61.700 Patienten vollstationär und teilstationär sowie etwa 75.000 ambulant im Klinikum Chemnitz behandelt. Es betreibt die Strahlentherapie in Zschopau, die Sozialtherapiestätte in Rossau und die Poliklinik in Schneeberg, die in den Räumen des ehemaligen Bergarbeiterkrankenhauses untergebracht ist.
Im Konzern Klinikum Chemnitz gGmbH mit seinen 12 Tochtergesellschaften und Beteiligungen sind ca. 7.250 Mitarbeiter beschäftigt, damit ist das Unternehmen – nach VW Sachsen – der zweitgrößte Arbeitgeber im früheren Direktionsbezirk Chemnitz. Der Umsatz des Konzerns betrug im Jahr 2024 rund 660 Millionen Euro. Das Unternehmen ist vollständig im Eigentum der Stadt Chemnitz.

## Geschichte
Das Klinikum ging 1994 aus den Städtischen Kliniken Chemnitz hervor. Deren historische Wurzeln führen bis zu einem „Hospital vor den Toren der Stadt“, das urkundlich 1350 genannt wird, und dem Hospital St. Georg, das 1395 erstmals Erwähnung findet. In den folgenden Jahrhunderten war die medizinische Versorgung an die Entwicklung der Stadt gebunden, blieb aber in einem bescheidenen Umfang.
Durch das Bevölkerungswachstum in Chemnitz von 100.000 (1883) auf 360.000 im Jahr 1930 wurden Krankenhausneubauten notwendig, die von Mitte des 19. Jahrhunderts bis Ende des Ersten Weltkriegs überwiegend in der Regie der Kommune errichtet wurden. So wurde am 11. April 1905 das heutige Krankenhaus Dresdner Straße als Nerven- und Siechenheilanstalt Chemnitz in Betrieb genommen. 1915 errichtete die Stadt das Krankenhaus im Küchwald und 1918 die Frauen- und Säuglingsklinik.
Mit dem Bau des Bezirkskrankenhauses konnte schließlich Anfang der achtziger Jahre eines der größten Krankenhäuser der DDR in Betrieb genommen werden. Am schlechten Zustand der Altbauten änderte sich jedoch wenig. Auch die vorgehaltene Medizintechnik in den Städtischen Kliniken war weit entfernt vom westlichen Standard. Eine Ausnahme bildete die Anschaffung eines Siemens-Computertomographen, der 1987 im Karl-Marx-Städter Bezirkskrankenhaus in Betrieb genommen wurde.
Die politische Wende 1989 machte eine Zäsur notwendig. Bettenzahlen, die aufgrund des Mangels von Pflegeheimplätzen seinerzeit unverzichtbar blieben, waren jetzt nicht mehr haltbar. Neben den alten Gebäuden, die partiell über 80 Jahre alt waren, zeigte selbst der sogenannte Neubau des Bezirkskrankenhauses von 1983 erhebliche Abnutzungserscheinungen. Nach wirtschaftlichen Problemen in der Nachwendezeit wurde der städtische Eigenbetrieb in eine gGmbH, die gemeinnützig arbeitet, umgewandelt. Nach Defizit-Jahren konnten fortan kontinuierlich schwarze Zahlen geschrieben werden, Umstrukturierungen und Neuausrichtungen ließen sich sinnvoller und nachhaltiger angehen. Es setzte eine zielgerichtete Investitionspolitik ein, die auf drei Säulen basiert: Personal mit hohem Ausbildungs- und Weiterbildungsstandard, zeitgemäße wie gleichermaßen zukunftsfähige Immobilien und die Einführung neuester Medizintechnik.
Einblicke in die Geschichte des Klinikums mit Exponaten aus 22 Abteilungen, zum Teil aus dem 14. Jahrhundert stammend, vermittelt die öffentlich zugängliche Medizinhistorische Sammlung am Standort Küchwald.
Als wesentlich für die Entwicklung der Immobilien der Klinikum Chemnitz gGmbH erwies sich das Krankenhausförderprogramm, das der Freistaat Sachsen aufgelegt hatte. Im Zuge dieses Programms konnten Zug um Zug ein Großteil der Altbau-Gebäude an drei Standorten umfassend saniert und umgebaut werden. Heute korrespondieren diese Bauten architektonisch wie geplant mit den Neubauten aus der DDR-Zeit und den Ergänzungsbauten aus den 1990er Jahren. Die 1911 am Stadtrand begründete Lungenheilstätte Borna wurde ebenso wie das 1946 eingerichtete Krankenhaus Scheffelstraße in den 1990er Jahren in den Hauptstandorten Flemmingstraße und Küchwald integriert.
Nahezu abgeschlossen sind auch die komplexen Rekonstruktions- und Umbauarbeiten im Inneren des Bettenhauses des früheren Bezirkskrankenhauses Karl-Marx-Stadt, das von 1979 bis 1981 in Anlehnung an den Stil der Neuen Sachlichkeit errichtet wurde. 2008 wurde der in futuristischer Architektur gehaltene Anbau am Klinikkomplex Flemmingstraße 2/4 in Betrieb genommen.
Das Klinikum Chemnitz hat den Versuch der Übernahme der Klinikum Mittleres Erzgebirge gGmbH aufgegeben, nachdem das Bundeskartellamt eine Untersagung angekündigt hatte. Das Klinikum wurde Mehrheitsgesellschafter des Bergarbeiterkrankenhauses in Schneeberg, das im Januar 2020 den stationären Betrieb eingestellt hat.
2013 entschied die sächsische Staatsregierung mit der 11. Fortschreibung des Krankenhausplans, dass das Klinikum Chemnitz ein Maximalversorger wird.
Das Bundesministerium für Gesundheit und der Freistaat Sachsen fördern den im Jahr 2020 startenden Modellstudiengang MEDiC für 50 Studenten pro Jahr mit einem zweistelligen Millionenbetrag.

## Zentren
- Die Stroke Unit am Klinikum gehört ebenso wie das Level-1-Perinatalzentrum, das Brust- und das Darmzentrum zu den Einheiten mit überregionaler Bedeutung[11]; das Klinikum wurde zudem als eine von drei Modellregionen für geriatrische Netzwerke in Sachsen ausgewählt.[12]
- Die Behandlung einer Porphyrie bleibt spezialisierten Kliniken/Zentren vorbehalten. In Deutschland ist das Sächsische Porphyriezentrum des Klinikum Chemnitz – Leitung: Ulrich Stölzel – das führende überregionale Kompetenzzentrum für alle Arten von Porphyrien.[13]

## Tochterunternehmen und Beteiligungen
In den Tochter- und Beteiligungsunternehmen arbeiten insgesamt 2050 Mitarbeiter.
- Poliklinik Bergstadt Schneeberg
- Cc Klinik-Verwaltungsgesellschaft Chemnitz mbH
- Gesellschaft für Ambulante Schlafmedizin am Klinikum Chemnitz mbH
- Heim gGmbH für medizinische Betreuung, Senioren und Behinderte Chemnitz
- Klinik Catering Chemnitz GmbH
- Klinikum Chemnitz Logistik & Wirtschafts GmbH
- Klinikum-Chemnitz-Service-Gesellschaft mbH
- MVZ Am Küchwald GmbH
- Poliklinik GmbH Chemnitz
- Service-Center Technik GmbH am Klinikum Chemnitz
- Sozialbetriebe Mittleres Erzgebirge gGmbH
- Zentrum für Diagnostik GmbH am Klinikum Chemnitz

In den Tochtergesellschaften sind rund 2.300 Personen beschäftigt. Im Jahr 2024 demonstrierten Beschäftigte der Unternehmen in der Chemnitzer Innenstadt für die Wiedereingliederung in den Hauptkonzern.